# Truncate (SQL)
TRUNCATE — в языке SQL — операция мгновенного удаления всех строк в таблице. Логически схожа с операцией DELETE без оператора WHERE, но в ситуациях на практике имеет отличия.

## Синтаксис
Общий синтаксис команды:
```
TRUNCATE
 
TABLE
 
<
Имя
 
Таблицы
>

```

Последствием выполнения такой команды является полное удаление всех строк таблицы <Имя Таблицы>.

## Отличия от оператора DELETE
Основные отличия операторов TRUNCATE и DELETE, которые могут присутствовать в различных реализациях СУБД:
- Операция TRUNCATE не записывает в журнал событий удаление отдельных строк. Вследствие чего не может активировать триггеры.
- После операции TRUNCATE для некоторых СУБД (например, Oracle) следует неявная операция COMMIT. Поэтому удаленные в таблице записи нельзя восстановить операцией ROLLBACK. Но существуют и СУБД, в которых операция TRUNCATE может участвовать в транзакциях, например, PostgreSQL и Microsoft SQL Server.
- Операция DELETE блокирует каждую строку, а TRUNCATE — всю таблицу.
- Операция TRUNCATE не возвращает какого-то осмысленного значения (обычно возвращает 0) в отличие от DELETE, которая возвращает число удаленных строк.
- Операция TRUNCATE в некоторых СУБД (например, MySQL или Microsoft SQL Server), сбрасывает значение счетчиков (для полей с AUTOINCREMENT / IDENTITY). В PostgreSQL для сброса счётчиков необходимо указывать модификатор RESTART IDENTITY.
- Операция TRUNCATE в некоторых СУБД (например, MySQL, PostgreSQL или Microsoft SQL Server) запрещена для таблиц, содержащих внешние ключи других таблиц. В PostgreSQL существует, однако, модификатор CASCADE, который разрешает TRUNCATE в этой ситуации — данные из зависимых таблиц удаляются в той же транзакции.
- В SQLite операция как таковая отсутствует, но есть оптимизация операции DELETE, которая «значительно ускоряет её работу, если отсутствует аргумент WHERE».

Реализация оператора TRUNCATE может зависеть от выбора конкретной СУБД. Поэтому в каждом случае необходимо изучать документацию выбранной системы.